# Komenda Rejonu Uzupełnień Dubno

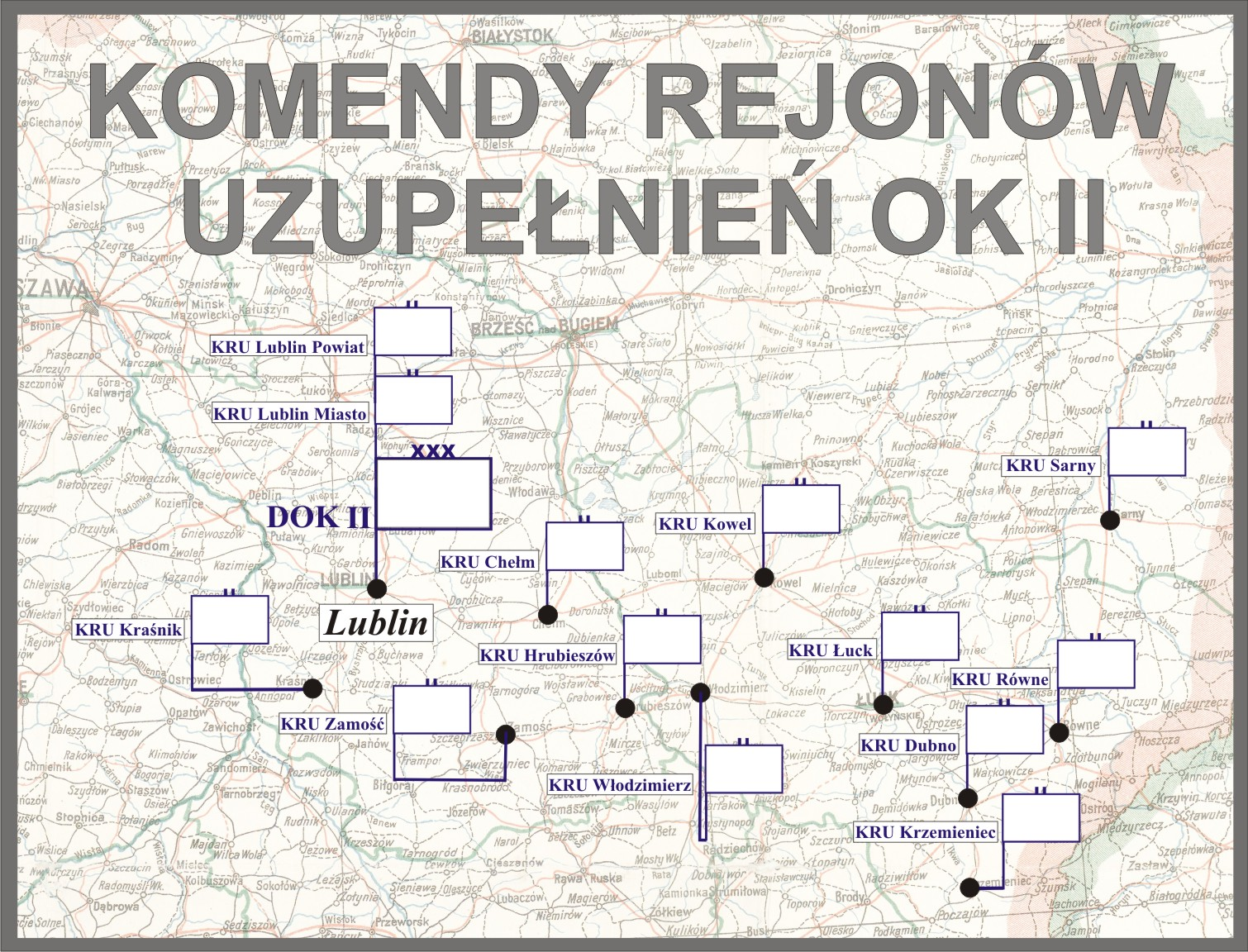
Komendy rejonów uzupełnień DOK II

Komenda Rejonu Uzupełnień Dubno (KRU Dubno) – organ wojskowy właściwy w sprawach uzupełnień Sił Zbrojnych II Rzeczypospolitej i administracji rezerw w powierzonym mu rejonie.

## Historia komendy
22 lipca 1919 roku minister spraw wojskowych ustanowił Powiatową Komendę Uzupełnień Dubno w celu przeprowadzenia zaciągu ochotniczego na terenach leżących na wschód od Bugu. PKU Dubno została podporządkowana Dowództwu Okręgu Generalnego „Lublin”. Komenda miała werbować ochotników w powiatach: dubieńskim, krzemienieckim i ostrogskim.
W 1920 roku, „w związku z sytuacją wojenną” PKU Dubno została zlikwidowana.
10 lutego 1921 roku minister spraw wojskowych ponownie uruchomił PKU Dubno, którą podporządkował pod względem fachowym, związanym z poborem, Dowództwu Okręgu Generalnego „Lublin”, a pod względem garnizonowym „odnośnemu dowództwu armii”. Etat PKU Dubno miał być identyczny z etatem wszystkich PKU z dodaniem po jednym oficerze ewidencyjnym i jednym pisarzu na każdy powiat.
15 listopada 1921 roku, po wprowadzeniu podziału kraju na dziesięć okręgów korpusów i wprowadzeniu pokojowej organizacji służby poborowej, PKU Dubno została podporządkowana Dowództwu Okręgu Korpusu Nr II w Lublinie i obejmowała swoją właściwością powiat dubieński.
18 listopada 1924 roku weszła w życie ustawa z dnia 23 maja 1924 roku o powszechnym obowiązku służby wojskowej, a 15 kwietnia 1925 roku rozporządzenie wykonawcze ministra spraw wojskowych do tejże ustawy, wydane 21 marca tego roku wspólnie z ministrami: spraw wewnętrznych, zagranicznych, sprawiedliwości, skarbu, kolei, wyznań religijnych i oświecenia publicznego, rolnictwa i dóbr państwowych oraz przemysłu i handlu. Wydanie obu aktów prawnych wiązało się z przejęciem przez władze cywilne (administracji I instancji) większości zadań związanych z przygotowaniem i przeprowadzeniem poboru. Przekazanie większości zadań władzom cywilnym umożliwiło organom służby poborowej zajęcie się wyłącznie racjonalnym rozdziałem rekruta oraz ewidencją i administracją rezerw. Do tych zadań dostosowana została organizacja wewnętrzna powiatowych komend uzupełnień i ich składy osobowe. Poszczególne komendy różniły się między sobą składem osobowym w zależności od wielkości administrowanego terenu.
Zadania i nowa organizacja PKU określone zostały w wydanej 27 maja 1925 roku instrukcji organizacyjnej służby poborowej na stopie pokojowej. W skład PKU Dubno wchodziły dwa referaty: I) referat administracji rezerw i II) referat poborowy. Nowa organizacja i obsada służby poborowej na stopie pokojowej według stanów osobowych L. O. I. Szt. Gen. 3477/Org. 25 została ogłoszona 4 lutego 1926 roku. Z tą chwilą zniesione zostały stanowiska oficerów ewidencyjnych.
12 marca 1926 roku została ogłoszona obsada personalna Przysposobienia Wojskowego, zatwierdzona rozkazem Dep. I L. 6000/26 przez pełniącego obowiązki szefa Sztabu Generalnego gen. dyw. Edmunda Kesslera, w imieniu ministra spraw wojskowych. Zgodnie z nową organizacją pokojową Przysposobienia Wojskowego zostały zlikwidowane stanowiska oficerów instrukcyjnych przy PKU, a w ich miejsce utworzone rozkazem Oddz. I Szt. Gen. L. 7600/Org. 25 stanowiska oficerów przysposobienia wojskowego w pułkach piechoty.
Od 1926 roku, obok ustawy o powszechnym obowiązku służby wojskowej i rozporządzeń wykonawczych do niej, działalność PKU Dubno normowała „Tymczasowa instrukcja służbowa dla PKU”, wprowadzona do użytku rozkazem MSWojsk. Dep. Piech. L. 100/26 Pob.
W marcu 1930 roku PKU Dubno nadal podlegała DOK II w Lublinie i administrowała powiatem dubieńskim. W grudniu tego roku PKU Dubno posiadała skład osobowy typ III.
31 lipca 1931 roku gen. dyw. Kazimierz Fabrycy, w zastępstwie ministra spraw wojskowych, rozkazem B. Og. Org. 4031 Org. wprowadził zmiany w organizacji służby poborowej na stopie pokojowej. Zmiany te polegały między innymi na zamianie stanowisk oficerów administracji w PKU na stanowiska oficerów broni (piechoty) oraz zmniejszeniu składu osobowego PKU typ I–IV o jednego oficera i zwiększeniu o jednego urzędnika II kategorii. Liczba szeregowych zawodowych i niezawodowych oraz urzędników III kategorii i niższych funkcjonariuszy pozostała bez zmian.
1 lipca 1938 roku weszła w życie nowa organizacja służby poborowej, zgodnie z którą dotychczasowa PKU Dubno została przemianowana na Komendę Rejonu Uzupełnień Dubno przy czym nazwa ta zaczęła obowiązywać 1 września 1938 roku, z chwilą wejścia w życie ustawy z dnia 9 kwietnia 1938 roku o powszechnym obowiązku wojskowym. Obok wspomnianej ustawy i rozporządzeń wykonawczych do niej, działalność KRU Dubno normowały przepisy służbowe MSWojsk. D.D.O. L. 500/Org. Tjn. Organizacja służby uzupełnień na stopie pokojowej z 13 czerwca 1938 roku. Zgodnie z tymi przepisami komenda rejonu uzupełnień była organem wykonawczym służby uzupełnień .
Komendant rejonu uzupełnień w sprawach dotyczących uzupełnień Sił Zbrojnych i administracji rezerw podlegał bezpośrednio dowódcy Okręgu Korpusu Nr II, który był okręgowym organem kierowniczym służby uzupełnień. Rejon uzupełnień nie uległ zmianie i nadal obejmował powiat dubieński.
Po ogłoszeniu mobilizacji KRU Dubno funkcjonowała na podstawie etatu pokojowego i nadal podlegała dowódcy Okręgu Korpusu Nr II. Pod względem ewidencji i uzupełnień komenda miała być przydzielona do Ośrodka Zapasowego 3 DP Leg.

## Obsada personalna
Poniżej przedstawiono wykaz oficerów zajmujących stanowisko komendanta Powiatowej Komendy Uzupełnień i komendanta rejonu uzupełnień oraz wykaz osób funkcyjnych (oficerów i urzędników wojskowych) pełniących służbę w PKU Dubno i KRU Dubno, z uwzględnieniem najważniejszych zmian organizacyjnych przeprowadzonych w latach 1926 i 1938.
| Komendanci                              | Komendanci              | Komendanci                       |
| --------------------------------------- | ----------------------- | -------------------------------- |
| Stopień, imię i nazwisko                | okres pełnienia funkcji | kolejne stanowisko (dalsze losy) |
| mjr piech. Konstanty Laskowski          | od 24 III 1921          |                                  |
| ppłk tyt. płk piech. Mieczysław Kawka   | 1923 – II 1927          | komendant PKU Toruń              |
| mjr piech. Hieronim Zadarnowski         | IV 1927 – 30 IX 1933    | stan spoczynku                   |
| ppłk dypl. art. inż. Kazimierz Stefczyk | VI 1934 – VII 1935      | dyspozycja dowódcy OK II         |
| mjr piech. Stanisław Godycki-Ćwirko     | VIII 1935 – 1939        | †1940 Katyń                      |

| Obsada personalna pozostałych stanowisk funkcyjnych w PKU w latach 1921–1925 | Obsada personalna pozostałych stanowisk funkcyjnych w PKU w latach 1921–1925 | Obsada personalna pozostałych stanowisk funkcyjnych w PKU w latach 1921–1925 | Obsada personalna pozostałych stanowisk funkcyjnych w PKU w latach 1921–1925 |
| ---------------------------------------------------------------------------- | ---------------------------------------------------------------------------- | ---------------------------------------------------------------------------- | ---------------------------------------------------------------------------- |
| I referent                                                                   | kpt. piech. Mieczysław Stefański                                             | do VII 1923                                                                  | 43 pp                                                                        |
| I referent                                                                   | kpt. / mjr piech. Hieronim Zadarnowski                                       | od VII 1923 – II 1926                                                        | kierownik I referatu                                                         |
| II referent                                                                  | urzędnik wojsk. XI rangi / por. kanc. Tadeusz Penar                          | do 1 XII 1924                                                                | II referent PKU Kałusz                                                       |
| II referent                                                                  | por. rez. piech. Zygmunt Cieśliński                                          | 1 XII 1924 – II 1926                                                         | kierownik II referatu                                                        |
| oficer instrukcyjny                                                          | kpt. piech. Kazimierz Derkacz                                                | do VI 1924                                                                   | 8 pp Leg.                                                                    |
| oficer instrukcyjny                                                          | por. rez. powoł. do sł. czyn. Wacław Mosiewicz                               | od VI 1924                                                                   |                                                                              |
| oficer ewidencyjny na powiat dubieński                                       | urzędnik wojsk. XI rangi Michał Gorzechowski                                 | od 1 VI 1923                                                                 |                                                                              |
| oficer ewidencyjny na powiat dubieński                                       | por. jazdy Mikołaj Iznoskoff                                                 | 1 VIII – IX 1923                                                             | 18 puł.                                                                      |
| oficer ewidencyjny na powiat dubieński                                       | por. piech. Franciszek I Studziński                                          | IX 1923 – I 1924                                                             | OE Lublin PKU Lublin                                                         |
| oficer ewidencyjny na powiat dubieński                                       | por. piech. Karol Stefanowicz                                                | od I 1924                                                                    |                                                                              |
| oficer ewidencyjny na powiat dubieński                                       | por. rez. piech. powoł. do sł. czyn. Zygmunt Cieśliński                      | IV – 1 XII 1924                                                              | II referent                                                                  |
| Obsada personalna pozostałych stanowisk funkcyjnych PKU w latach 1926–1938   |                                                                              |                                                                              |                                                                              |
| kierownik I referatu administracji rezerw                                    | mjr piech. Hieronim Zadarnowski                                              | II 1926 – IV 1927                                                            | komendant PKU                                                                |
| kierownik I referatu administracji rezerw                                    | mjr. piech. Władysław Raypert                                                | XI 1928 – IX 1930                                                            | oddany do dyspozycji dowódcy OK II                                           |
| kierownik I referatu administracji rezerw                                    | kpt. piech. Władysław II Mackiewicz                                          | od IX 1930                                                                   |                                                                              |
| kierownik II referatu poborowego                                             | por. piech. Zygmunt Cieśliński                                               | II 1926 – XII 1929                                                           | referent PKU Kielce                                                          |
| kierownik II referatu poborowego                                             | kpt. piech. Władysław Tadeusz Podoski                                        |                                                                              |                                                                              |
| referent                                                                     | por. kanc. Bogumił Jakubowski                                                | II 1926 – IV 1927                                                            | kierownik kancelarii Biura Pers. MSWojsk., †1940 Charków                     |
| referent                                                                     | ppor. gosp. Henryk Franciszek Grąglewski                                     | VII 1927 – IX 1930                                                           | płatnik 2 dyonu samochodów panc.                                             |
| Obsada personalna pozostałych stanowisk funkcyjnych KRU w latach 1938–1939   |                                                                              |                                                                              |                                                                              |
| kierownik I referatu ewidencji                                               | kpt. adm. (piech.) Władysław Tadeusz Podoski                                 |                                                                              | †1940 Katyń                                                                  |
| kierownik II referatu uzupełnień                                             | kpt. piech. Stanisław II Jacewicz                                            |                                                                              | †1940 Charków                                                                |

W PKU Dubno na stanowisku referenta I referatu zatrudniony był por. kaw. rez. Antoni Tyjewski, który w kwietniu 1940 został zamordowany w Katyniu.